# George W. Batten
George Washington Batten (* 22. Februar 1856 in Lockport, New York; † 14. September 1922 in Buffalo, New York) war ein US-amerikanischer Geschäftsmann und Politiker (Demokratische Partei). Er war 1914 Treasurer of State von New York.

## Werdegang
Die Kindheit von George Washington Batten war vom Bürgerkrieg überschattet. Er war von 1882 bis 1884 Hilfssheriff und von 1885 bis 1887 Sheriff im Niagara County. Während seiner Zeit als Sheriff ernannte er seinen Vater, Joseph Batten, zum Hilfssheriff, der von 1876 bis 1878 selbst Sheriff im Niagara County war. Nach dem Ende seiner Amtszeit war er in der Versicherungsbranche tätig.
Von 1890 bis 1895 war er der Vorsitzende des Democratic Committee im Niagara County und von 1895 bis 1915 Mitglied im New York State Democratic Committee. 1898 kandidierte er für das Amt des Secretary of State von New York, erlitt aber eine Niederlage gegenüber dem Republikaner John T. McDonough.
Batten war stellvertretender Treasurer of State von New York unter Julius Hauser und John J. Kennedy. Als Kennedy am 15. Februar 1914 durch Suizid starb, agierte Batten als kommissarischer Treasurer of State. Zehn Tage später wurde Homer D. Call von der Progressive Party durch die Mitglieder der Demokratischen Partei und der Progressive Party in der New York State Legislature für die restliche Amtszeit von Kennedy zum neuen Treasurer of State gewählt. Batten und alle anderen demokratischen Beamten in der Finanzbehörde behielten dabei ihre Stellungen.